# Leménil-Mitry
Leménil-Mitry är en kommun i departementet Meurthe-et-Moselle i regionen Grand Est (tidigare regionen Lorraine) i nordöstra Frankrike. Kommunen ligger i kantonen Haroué som tillhör arrondissementet Nancy. År 2022 hade Leménil-Mitry 2 invånare.

## Befolkningsutveckling
Antalet invånare i kommunen Leménil-Mitry
| Referens: INSEE |